# Loxosceles irishi
Espèce
Loxosceles irishi est une espèce d'araignées aranéomorphes de la famille des Sicariidae.

## Distribution
Cette espèce est endémique de Namibie. Elle se rencontre dans la région de Kunene.

## Description
Les mâles mesurent de 5,5 à 7,9 mm et les femelles de 5,5 à 8,8 mm.

## Étymologie
Cette espèce est nommée en l'honneur de John Irish.

## Publication originale
- Lotz, 2017 : An update on the spider genus Loxosceles (Araneae: Sicariidae) in the Afrotropical region, with description of seven new species. Zootaxa, vol. 4341(4), p. 475-494.